# 大橋晋也
大橋 晋也（おおはし しんや、1973年7月21日 - ）は、山口県出身の元社会人野球の選手（内野手）。

## 来歴・人物
山口県立岩国商業高等学校を卒業後、駒澤大学に進む。2年の春には田口昌徳の後を受けて捕手のレギュラーとなり、河原純一らとのバッテリーでリーグ戦に出場。3年時は浜岡武明（JR東日本）が正捕手となり一塁手を務め、春季リーグ戦で初のベストナインに選ばれる活躍で優勝に貢献した。同年の大学選手権では4試合で5打点を挙げ、高木浩之、本間満らと優勝に貢献すると日米大学野球の日本代表にも選出されている。4年になると再び捕手を務め、春はリーグ8位の打率.340を記録し指名打者としてベストナインに選ばれた。同年はユニバーシアード福岡大会の日本代表に入っている。
卒業後は社会人野球のトヨタ自動車への入社が内定していたが、1995年のドラフト会議でロッテが8位で強行指名した。11月28日に挨拶を受けたもののトヨタ入りの意思は固く、12月12日にロッテが獲得断念を発表している。1997年にはアジア選手権の日本代表に選ばれるなど活躍し、安藤優也ともバッテリーを組み、2004年に現役を引退した。
引退後は愛知県の豊田リトルシニアのコーチを務めている。